# Raddusch
Raddusch, niedersorbisch Raduš, ist ein Ort im Biosphärenreservat Spreewald und gehört als Ortsteil zur Stadt Vetschau/Spreewald im brandenburgischen Landkreis Oberspreewald-Lausitz. Das Dorf liegt im amtlichen Siedlungsgebiet der Sorben/Wenden. Bis zur Eingemeindung am 26. Oktober 2003 war Raddusch eine eigenständige Gemeinde.

## Lage

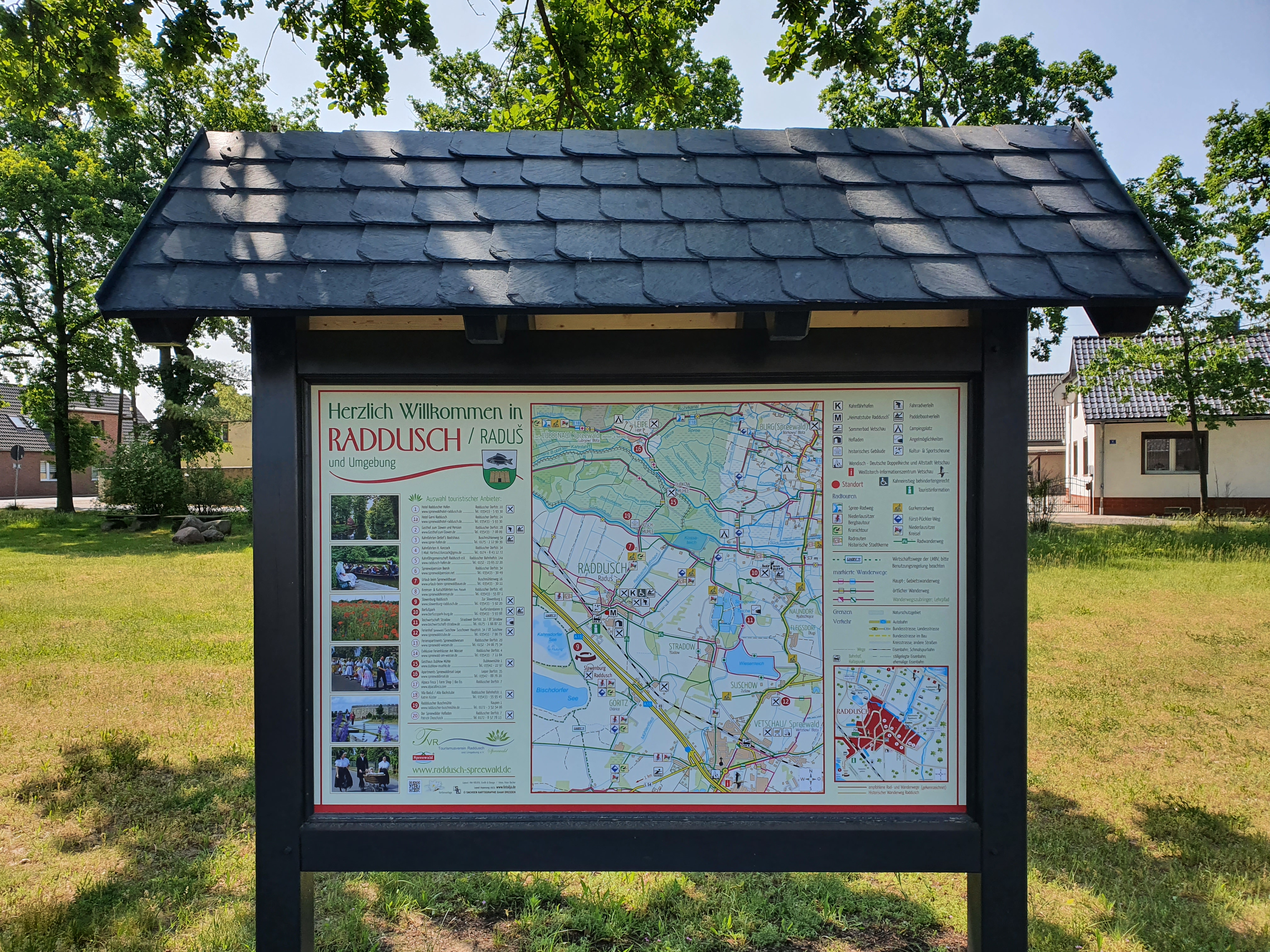
Touristische Informationstafel im Ortszentrum

Raddusch liegt in der Niederlausitz im zum Biosphärenreservat Spreewald gehörenden Oberspreewald. Umliegende Ortschaften sind die Lübbenauer Ortsteile Lehde und Leipe im Norden, der Burger Gemeindeteil Burg-Kolonie im Nordosten, Stradow im Osten, Göritz im Südosten, Koßwig im Süden sowie die wiederum zur Stadt Lübbenau gehörenden Ortsteile Bischdorf im Südwesten, Groß Lübbenau im Westen sowie Boblitz und Lübbenau im Nordwesten. Zum Ortsteil gehören die Wohnplätze Radduscher Buschmühle, Radduscher Kaupen und Radduscher Ziegelei.

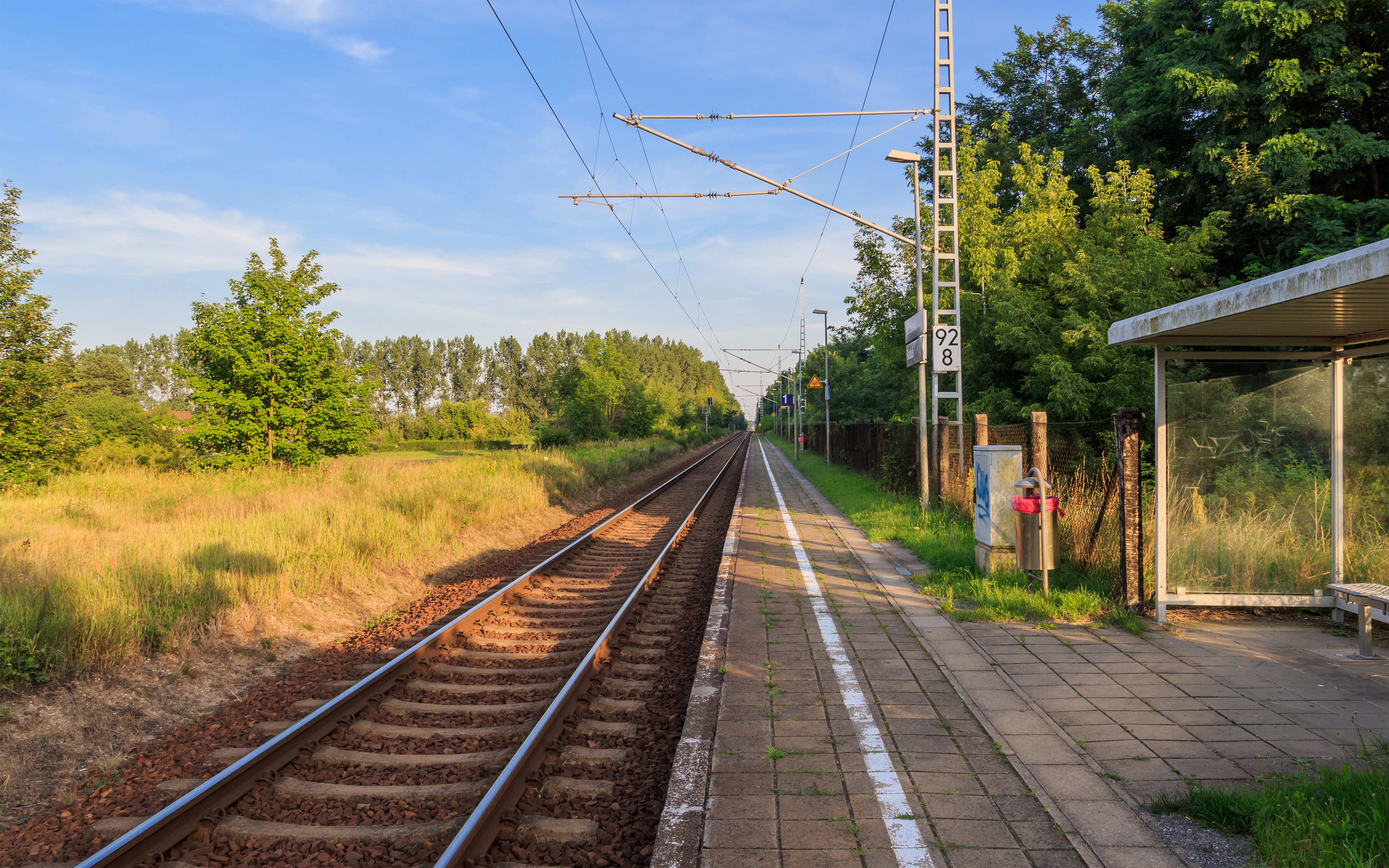
Haltepunkt Raddusch

Infrastrukturell gilt Raddusch als einer der am besten erschlossenen Spreewaldorte. Der Ort liegt an der Bahnstrecke Berlin–Görlitz, vom Haltepunkt Raddusch bis zum Hafen sind es nur fünf Minuten Fußweg. Die Autobahnanschlussstellen Vetschau bzw. Boblitz der Bundesautobahn 15 sind jeweils etwa fünf Kilometer, südlich von Raddusch liegt die Landesstraße 49, von der die Kreisstraße 6627 in Richtung Raddusch abzweigt.
In der Gemarkung von Raddusch liegen der Kossateich im Norden und der Kahnsdorfer See im Süden. des Weiteren grenzt Raddusch im Süden an den Bischdorfer See. Letztere beiden sind Restseen des Braunkohletagebaus Seese-Ost. Nördlich des Ortes fließt die Spree, mehrere kleinere Fließe fließen auch durch Raddusch.

## Geschichte

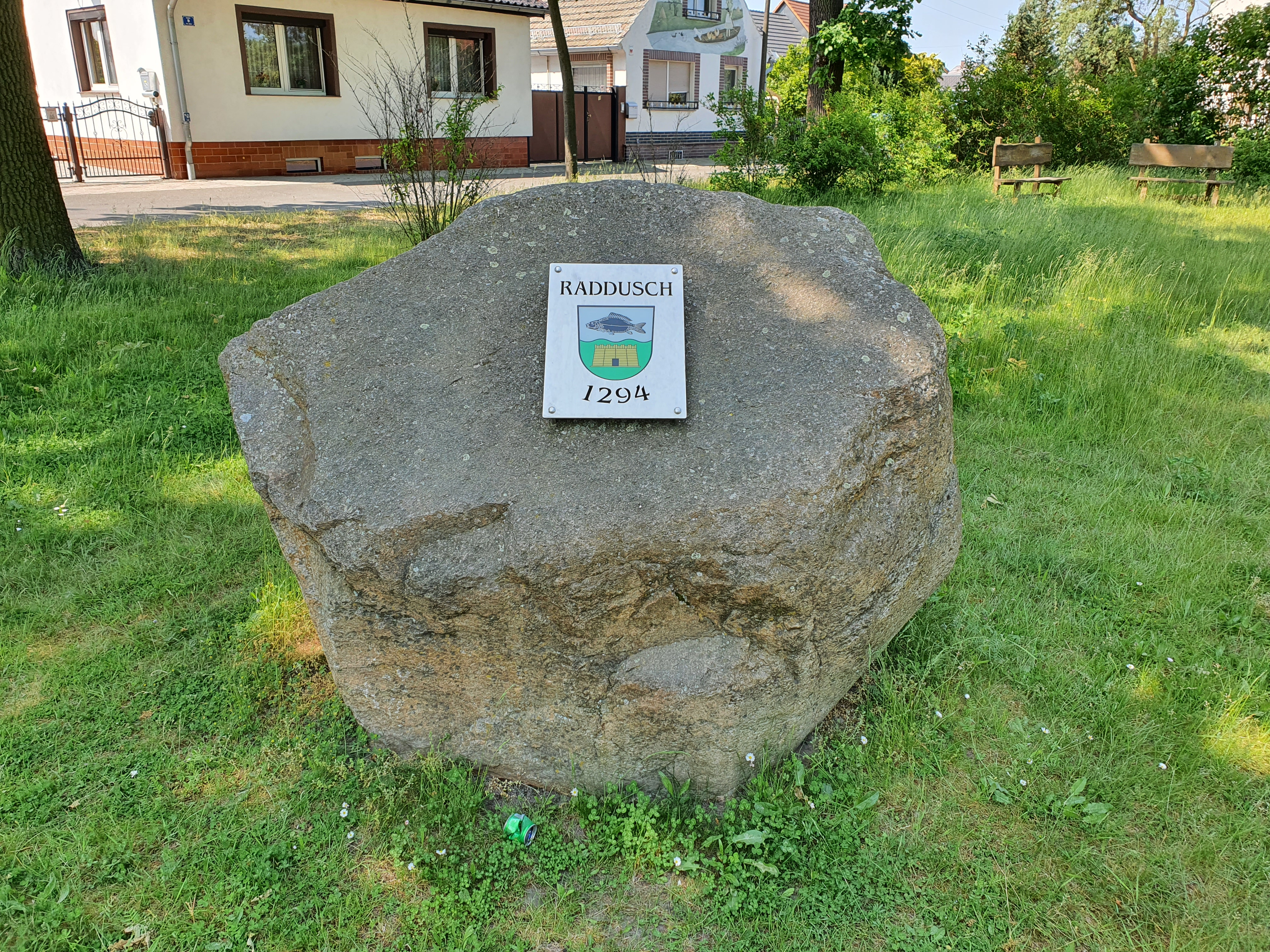
Findling mit Plakette zur Ersterwähnung auf dem Dorfanger

Der Niederlausitzer Ort wurde erstmals 1294 urkundlich als Raddets bzw. Raddiß erwähnt. Im Jahr 1312 wurde die Schreibweise in Radisch, 1460 in Rads, 1542 Radiß, 1700 in Radusch und 1727 in die heutige geändert. Die niedersorbische Namensform wurde 1843 als Raduš genannt. Die Besiedlungsgeschichte ist wesentlich älter, was man an der über 1000 Jahre alten Slawenburg Raddusch nachweisen kann. Der Ortsname könnte vom slawischen Personennamen Radoslaw (zu deutsch: Ruhmlieb oder von „sich freuen“ – Freuenort) abgeleitet sein. Früher war Raddusch ein reiches Bauerndorf, zu den Erwerbsquellen der Einwohner gehörten die Landwirtschaft sowie die Fischerei. So wurden unter anderem Gurken, Meerrettich, Zwiebeln, Kürbis sowie Tabak und Flachs angebaut.
Für lange Zeit war der Kahn das wichtigste Verkehrsmittel in Raddusch. Besondere Bedeutung hatte er in der Landwirtschaft, denn das Futter musste oft von weit entfernten Wiesen zu den dörflichen Stallungen gebracht werden. Diese Arbeit wurde meist von den Frauen erledigt. Außerdem wurde mit dem Kahn auch Gemüse, Getreide und Kartoffeln bis nach Berlin gestakt. Diese Fahrten dauerten etwa eine Woche und waren sehr anstrengend.
Bis 1635 gehörte Raddusch zum Markgraftum Niederlausitz, durch den Prager Frieden kam der Ort zum Kurfürstentum Sachsen. Spätestens im Jahr 1671 wurde Raddusch der Standesherrschaft Lübbenau der Grafen von Lynar zugesprochen. Um 1718 lebten im Ort 23 Hufner, vier Kossäten und 15 Häusler, die eine Schatzung von 2350 Gulden an die Standesherrschaft Lübbenau abzugeben hatten. 1723 wurde im Südwesten von Raddusch eine Bockwindmühle errichtet, im Jahr 1777 erfolgte der Bau der Radduscher Buschmühle am nördlich gelegenen Südumfluter. 1794 ließ der damalige Gutsverwalter südlich des Dorfes eine Ziegelei anlegen. Nach der auf dem Wiener Kongress beschlossenen Teilung Sachsens kam Raddusch zum Königreich Preußen, bei der dortigen Gebietsreform von 1816 wurde der Ort dem Kreis Calau in der Provinz Brandenburg zugeordnet. Im Jahr 1818 hatte Raddusch 460 Einwohner in 91 Feuerstellen (= Wohngebäude). Bis 1846 stieg die Einwohnerzahl auf 685 an.

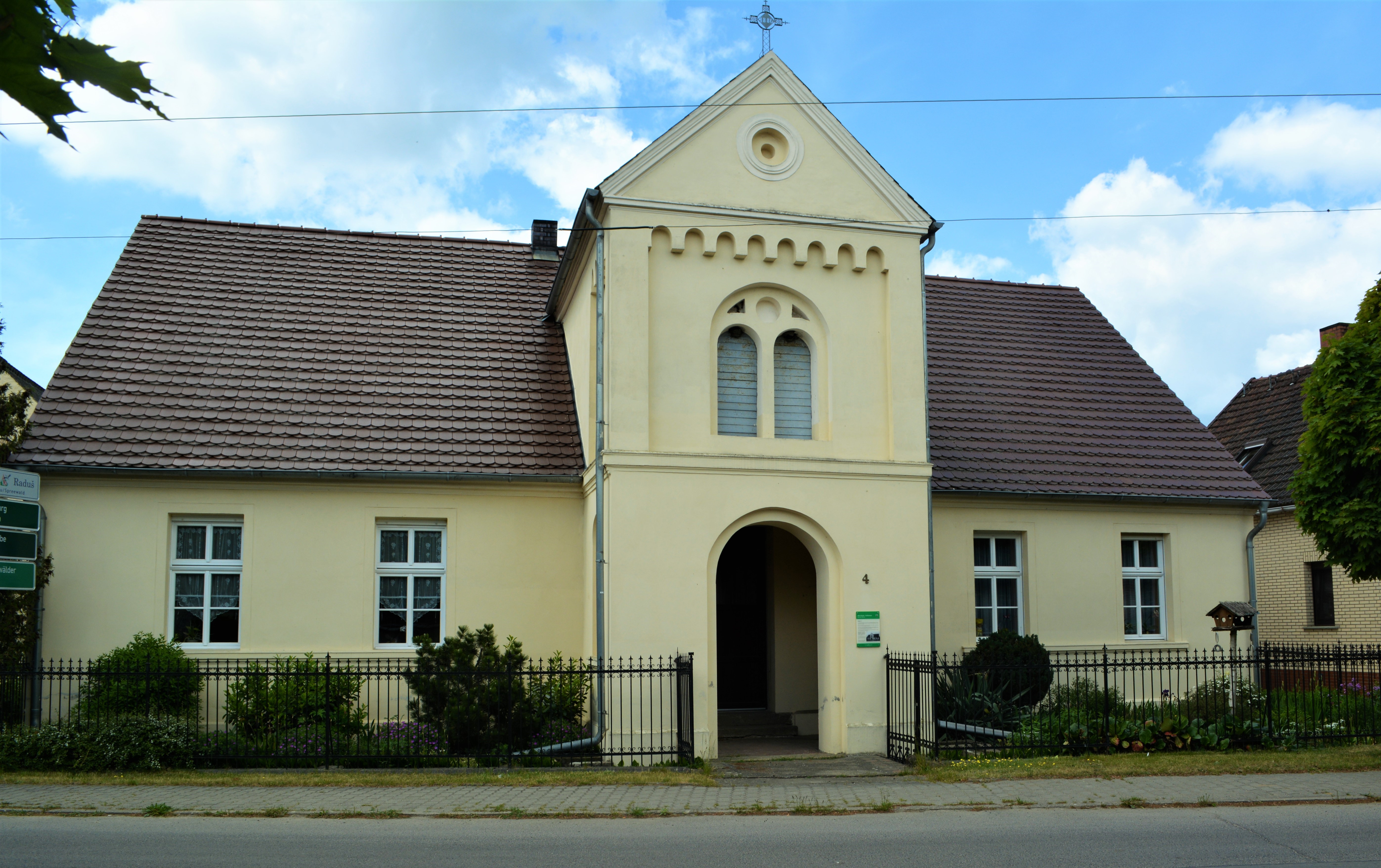
Erstes Unterrichtsgebäude der Dorfschule

Um das Jahr 1840 wurde in Raddusch der erste gemeinschaftliche Unterrichtsraum der Dorfschule fertig gestellt. Bei der Volkszählung am 1. Dezember 1871 hatte die Landgemeinde Raddusch 854 Einwohner in 152 Haushalten. Von den Einwohnern waren 402 Männer und 452 Frauen; 185 Einwohner waren Kinder unter zehn Jahren. Im Jahr 1894 wurde der Bahnhof Raddusch an der Bahnstrecke zwischen Berlin und Cottbus freigegeben. Kirchlich gehörte Raddusch zur wendischen Kirchengemeinde Vetschau. Der Ort war zu dieser Zeit noch vollkommen sorbischsprachig, im Jahr 1897 wurde der sorbische Unterricht auf Anweisung der preußischen Obrigkeit eingestellt. Aufgrund der ansteigenden Schülerzahlen wurde im Jahr 1905 östlich des Dorfangers ein neues Schulgebäude errichtet, die alte Schule diente fortan der Vetschauer Kirchengemeinde als Raum für Bibelstunden.
Am 18. April 1945 wurde Raddusch von der Roten Armee besetzt. Nach dem Ende des Zweiten Weltkrieges gehörte Raddusch zunächst zur Sowjetischen Besatzungszone und ab 1949 zur DDR. Am 1. Juli 1950 wurde die Gemeinde in den Landkreis Lübben (Spreewald) umgegliedert. Ab dem folgenden Jahr gab es in Raddusch einen Erntekindergarten. Bei der Gebietsreform im Juli 1952 kam Raddusch zum neu gebildeten Kreis Calau im Bezirk Cottbus. Ebenfalls 1952 wurde der Ort an das Stromnetz angeschlossen, ab dem Jahr 1970 erfolgte der Anschluss an die Kanalisation. Der Unterricht an der Radduscher Dorfschule wurde 1979 eingestellt, die Kinder des Ortes gehen seitdem in Vetschau zur Schule. Am 1. Januar 1987 wurde die südlich von Raddusch gelegene Nachbargemeinde Kahnsdorf nach Raddusch eingemeindet, Kahnsdorf wurde danach für den Tagebau Seese-Ost devastiert.

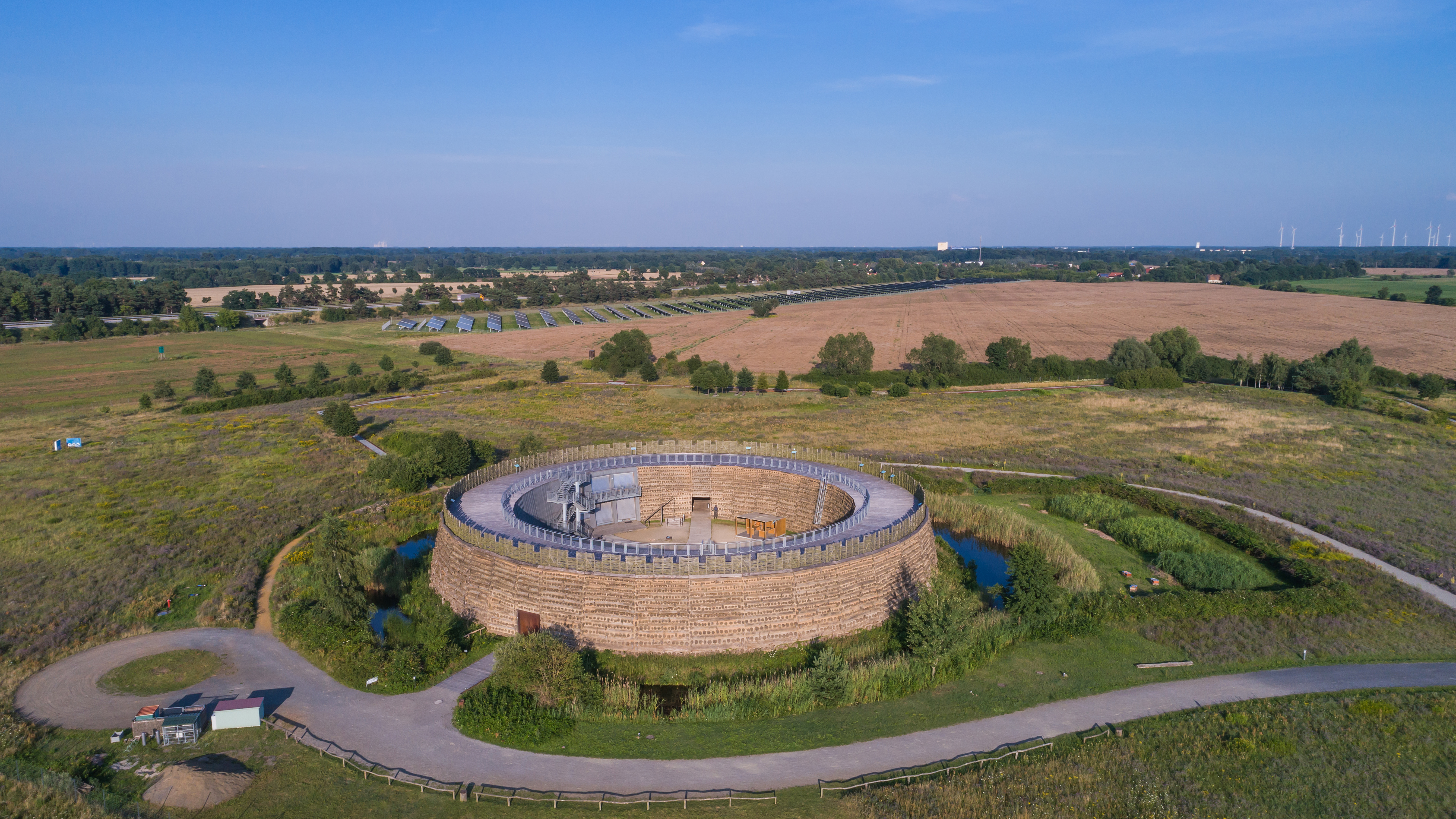
Slawenburg Raddusch

Nach der Wiedervereinigung lag Raddusch zunächst im Landkreis Calau in Brandenburg, im Juli 1992 schloss sich der Ort mit neun weiteren Gemeinden und der Stadt Vetschau/Spreewald im Amt Vetschau zusammen. Die alte Bockwindmühle in der Nähe des Bahnhaltepunktes musste 1991 aufgrund ihres schlechten baulichen Zustandes abgerissen werden. Bei der Kreisreform in Brandenburg am 6. Dezember 1993 erfolgte die Zuordnung der Gemeinde Raddusch in den Landkreis Oberspreewald-Lausitz. Im Jahr 2003 wurde südlich der ehemaligen Radduscher Ziegelei die rekonstruierte Slawenburg Raddusch, ein Nachbau einer slawischen Fliehburg, errichtet. Am 26. Oktober 2003 wurde Raddusch nach Vetschau eingemeindet und das Amt Vetschau aufgelöst.

## Sorbische Sprache

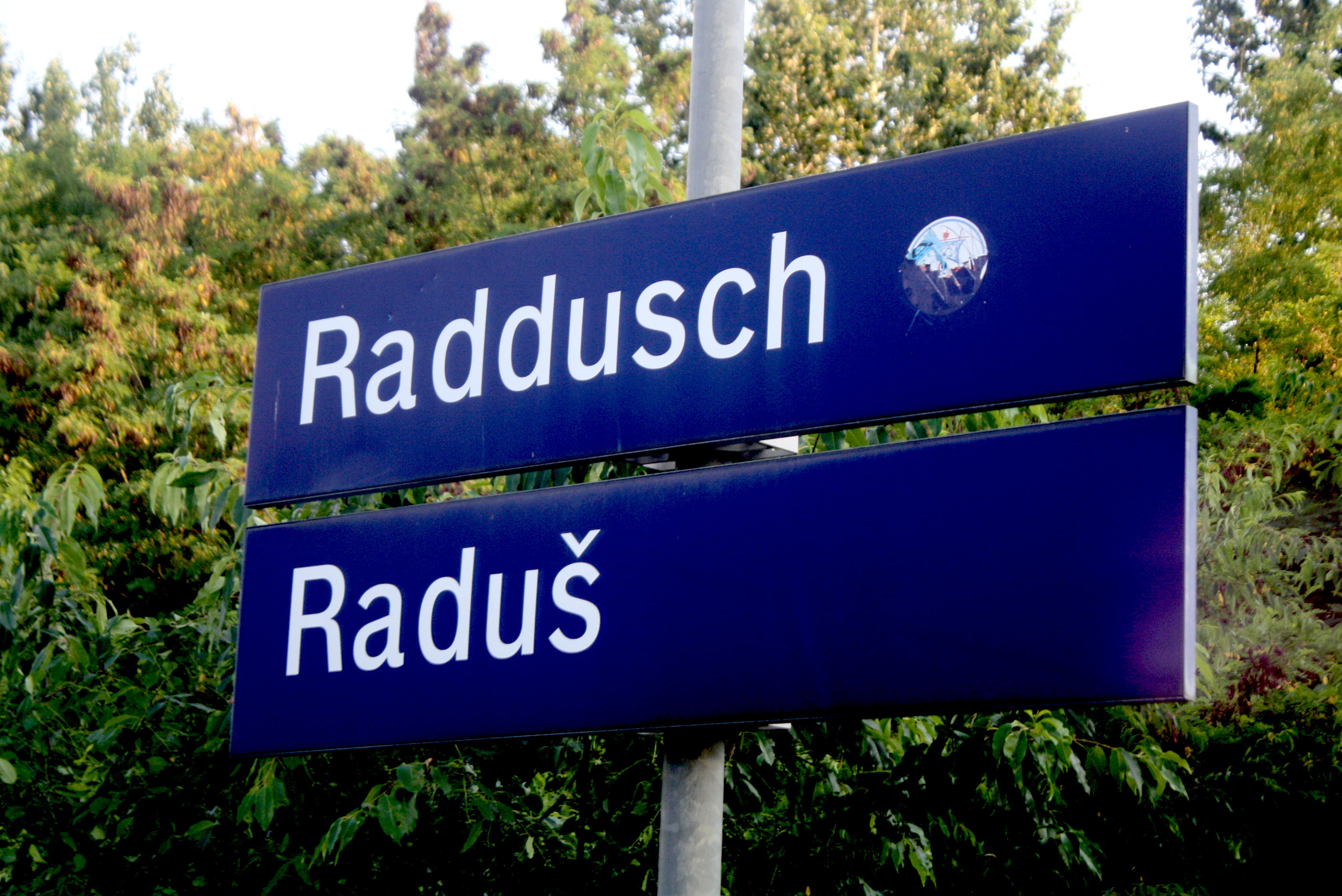
Zweisprachiges Schild am Haltepunkt Raddusch

Raddusch war und ist teilweise noch heute von Wenden (Sorben) bewohnt, einem westslawischen Volk mit eigener Kultur, Sprache und Tradition. Im Jahre 1884 ermittelte Arnošt Muka für seine Einwohnerstatistik der Lausitz im Ort insgesamt 869 Einwohner, darunter 854 Sorben und nur 15 Deutsche, wobei die deutschen Einwohner ebenfalls die sorbische Sprache beherrschten. Bedingt durch die in der ersten Hälfte des 20. Jahrhunderts besonders verstärkte Assimilation der sorbischsprachigen Einwohner, war der Anteil der sorbischen/wendischen Bevölkerung bis 1956 auf 22,1 % gesunken, womit Raddusch in der Gegend zwischen Vetschau und Lübbenau jedoch immer noch zu jenen Dörfern mit dem höchsten Anteil an Sorbisch-Sprechern zählte. Bis in die Gegenwart ist die Sprecherzahl weiter gesunken. Besonders auffällig sind jedoch weiterhin die Spreewaldtrachten der Frauen. Straßennamen und Hinweisschilder sind oft zweisprachig. Mehrere Mühlen waren jahrhundertelang in Betrieb.

## Einwohnerentwicklung
| Jahr | Einwohner |
| ---- | --------- |
| 1875 | 835       |
| 1890 | 908       |
| 1910 | 913       |

| Jahr | Einwohner |
| ---- | --------- |
| 1925 | 884       |
| 1933 | 883       |
| 1939 | 994       |

| Jahr | Einwohner |
| ---- | --------- |
| 1946 | 1136      |
| 1950 | 1077      |
| 1964 | 0842      |

| Jahr | Einwohner |
| ---- | --------- |
| 1971 | 822       |
| 1981 | 703       |
| 1985 | 711       |

| Jahr | Einwohner |
| ---- | --------- |
| 1989 | 659       |
| 1996 | 697       |
| 2002 | 739       |

| Jahr | Einwohner |
| ---- | --------- |
| 2008 | 704       |
| 2014 | 674       |
| 2020 | 665       |

Gebietsstand des jeweiligen Jahres (bis 2002, nach 2003)

## Bauwerke

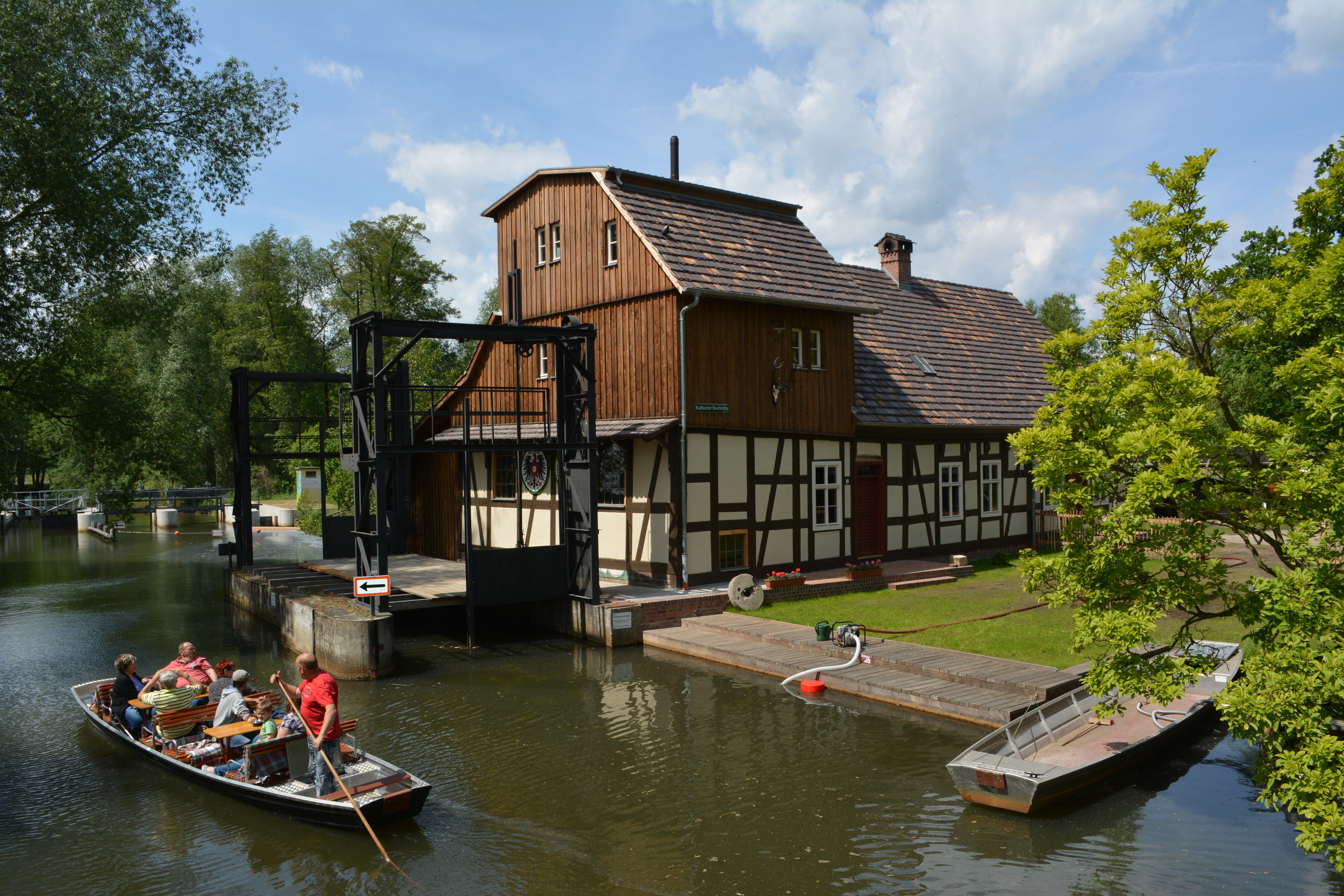
Buschmühle Raddusch

In Raddusch sind vier Gebäude als Baudenkmale in der Denkmalliste des Landes Brandenburg eingetragen.
- Die Radduscher Buschmühle wurde im Jahr 1777 gebaut und als Öl- und Kornmühle genutzt, des Weiteren besaß der Müller das Krugrecht. Die Produktion von Leinöl wurde im Jahr 1900 eingestellt. Da dem Müller 1931 das Staurecht entzogen wurde, musste die Mühle auf einen Motorantrieb umgerüstet werden. Im Mai 1952 stellte die Mühle den Mahlbetrieb endgültig ein, ab 1977 stand das Gebäude leer und verfiel. Zwischen 2013 und 2015 wurde die Buschmühle umfangreich saniert.
- Die Alte Schule wurde im Jahr 1840 als Unterrichtsraum für die Kinder aus Raddusch und Göritz gebaut. Nach dem Bau eines neuen Schulgebäudes im Jahr 1905 wurde das alte Gebäude zunächst durch die Vetschauer Kirchengemeinde genutzt, heute ist es ein Wohnhaus.
- Das Empfangsgebäude des Radduscher Bahnhofes entstand im Jahr 1936 anstelle des zuvor vorhandenen Ziegelbaus. Zeitgleich entstand eine Blockstelle, deren Betrieb im Dezember 2008 eingestellt wurde.
- Die Transformatorenstation zwischen den Straßen Schulweg und Mühlweg wurde im Jahr 1926 errichtet.

## Wirtschaft

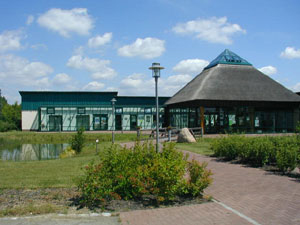
Haus des Tourismusverbands

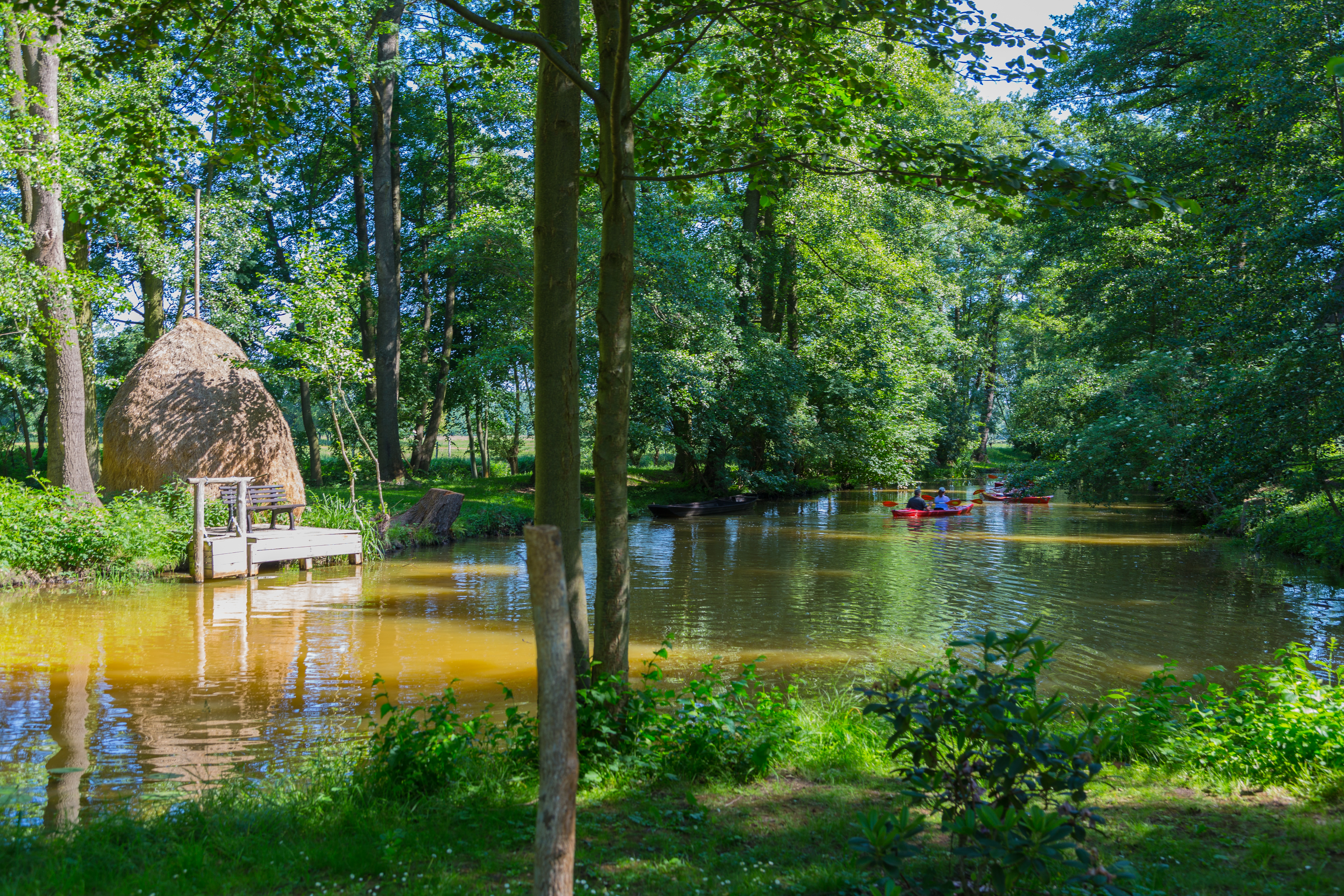
Naturhafen Raddusch

Spreewaldkremser

Heute ist der Tourismus ein wichtiger Wirtschaftsfaktor. Jährlich besuchen tausende Gäste den Spreewald und übernachten auch in den Hotels und Pensionen von Raddusch. Bei ausgedehnten Kahnfahrten, oft auch in Kombination mit dem Spreewaldkremser und der Kutsche, erleben die Gäste die Kulturlandschaft des von der UNESCO geschützten Biosphärenreservates. An das Wasserstraßennetz des Spreewalds ist Raddusch über die Radduscher Kahnfahrt angeschlossen.
Im Gewerbegebiet haben sich Unternehmen angesiedelt, wie der Spreewälder Gemüsemarkt und eine Fischräucherei. Hier ist auch der Sitz des Tourismusverbandes Spreewald. Einen guten Einblick in das dörfliche Leben wendischer und deutscher Familien vermittelt die Radduscher Heimatstube.

## Einrichtungen, Vereine und Kultur
Die Freiwillige Feuerwehr in Raddusch wurde im Jahr 1908 gegründet. Sie ist heute eine Ortsfeuerwehr der Freiwilligen Feuerwehr Vetschau und hat eine Mitgliedsstärke von 45 Kameraden sowie eine Jugendfeuerwehr. Das heute genutzte Feuerwehrhaus wurde 1994 ausgebaut.
In der ehemaligen Dorfschule (Neue Schule) ist seit 1980 die Kindertagesstätte untergebracht, die aus dem 1951 gegründeten Erntekindergarten hervorgegangen ist. Im Jahr 2003 wurde die Kita nach der sorbischen Arbeiterschriftstellerin Marjana Domaškojc benannt. In der Kita erlernen die Kinder im Rahmen des Witaj-Projekts die sorbische/wendische Sprache. Der örtliche Sportverein ist der SV Raddusch 1924.
Weitere aktive Vereine sind der Heimat- und Trachtenverein Raddusch und der Tourismusverein Raddusch und Umgebung. In der Dorfgemeinschaft werden regelmäßig traditionelle Feste wie das Zampern, der Zapust, das Hahnrupfen und das Stollereiten (auch Stollenreiten) begangen.